# Reichelsheim (Wetterau)
Reichelsheim település Németországban, Hessen tartományban. Lakosainak száma 6997 fő (2023. december 31.). Reichelsheim Ranstadt és Wölfersheim községekkel határos.

## Népesség
A település népességének változása:
| Lakosok száma | 6813 | 6769 | 6853 | 6955 | 6997 |
|               | 2017 | 2019 | 2021 | 2022 | 2023 |